# سیزده زن
سیزده زن (انگلیسی: Thirteen Women) یک فیلم در سبک اسلشر و معمایی به کارگردانی ژرژ آرشنبو است که در سال ۱۹۳۲ منتشر شد.

## بازیگران
- میرنا لوی
- آیرین دان
- ریکاردو کورتز
- فلورنس الدریج
- سی هاردینگ گوردون
- بلانکه فریدریچی
- کی جانسون
- ماری دانکن
- والی آلبرایت
- پگ انتویستل
- فیلیس فریزر
- لو میهن
- اسکار اسمیت